# 京都府道486号篠田七百石線
京都府道486号篠田七百石線（きょうとふどう486ごう しのだしちひゃくこくせん）は、京都府綾部市を通る一般府道である。

## 概要
綾部市篠田町から綾部市七百石町に至る。
この府道と一本道に見える京都府道494号綾部大江線は、篠田町から車の通れない八重坂峠を経て京都府道485号物部梅迫停車場線との交差点へと続いている。

### 路線データ
- 起点：綾部市篠田町（京都府道494号綾部大江線交点）
- 終点：綾部市七百石町（七百石交差点、京都府道485号物部梅迫停車場線交点、京都府道494号綾部大江線上）

## 路線状況

### 重複区間
- 京都府道494号綾部大江線（綾部市七百石町 - 綾部市七百石町・七百石交差点（終点））

### 道路施設

#### 橋梁
- 伊根口橋（綾部市）

## 地理

### 通過する自治体
- 綾部市

### 交差する道路
| 交差する道路                                                       | 交差する場所 | 交差する場所        |
| ------------------------------------------------------------------ | ------------ | ------------------- |
| 京都府道494号綾部大江線                                            | 篠田町       | 起点                |
| 京都府道494号綾部大江線 重複区間起点                               | 七百石町     |                     |
| 京都府道485号物部梅迫停車場線 京都府道494号綾部大江線 重複区間終点 | 七百石町     | 七百石交差点 / 終点 |

### 沿線
- 篠田神社
- 八幡宮

### 峠
- 八重坂峠（綾部市）